# Intimate Enemies – Der Feind in den eigenen Reihen
Intimate Enemies – Der Feind in den eigenen Reihen (Originaltitel L’Ennemi intime) ist ein französisch-marokkanischer Kriegsfilm des Regisseurs Florent Emilio Siri aus dem Jahr 2007. Die Handlung des Films spielt vor dem Hintergrund des Algerienkrieges, in dem Algerien von 1954 bis 1962 um seine Unabhängigkeit kämpfte.

## Handlung
Im Jahr 1959 ersetzt der idealistische, junge Leutnant Terrien als Freiwilliger einen durch Eigenbeschuss gefallenen Kompaniechef in einer französischen Kompanie im Algerienkrieg. Dort trifft er auf den erfahrenen, allerdings inzwischen desillusionierten Feldwebel Dougnac, der einen grausamen Krieg gegen die algerische FLN nach der französischen Doktrin führt. Während Terrien anfangs die Ideale einer humanen Kriegsführung verteidigt und Konzepte des schmutzigen Krieges ablehnt, sind Dougnac und die Einheit schon tief im brutalen Partisanenkampf verstrickt. Doch Terrien, der anfangs die Folter von Verdächtigen sowie Erschießungskommandos ablehnt, verroht sukzessive und gleicht sich seinen Kameraden, wie auch dem Gegner mehr und mehr an. Am 1. Weihnachtstag 1961 geht Terrien allein auf die Jagd, wohlwissend, dass sich feindliche Truppen in der Gegend befinden, und wird von einem Scharfschützen getötet.

## Hintergrund
Der Film wurde im Zeitraum vom 12. Juni 2006 bis zum 5. August 2006 in Marokko gedreht. Er feierte am 17. Mai 2007 bei den Internationalen Filmfestspielen von Cannes seine Premiere. In den USA war er ab dem 2. Oktober 2009 zu sehen. Die deutsche Free-TV-Premiere erfolgt mit der Ausstrahlung am 31. Oktober 2009 auf ARD.
Der Regisseur Florent Emilio Siri äußerte sich in einem Interview, er habe einen Onkel, der im Algerienkrieg gedient habe, jedoch niemals von den Geschehnissen dieses Krieges berichte. Weiterhin ist Siri der Meinung, nahezu jede französische Familie habe Verwandte, die am Algerienkrieg beteiligt gewesen seien, aber nicht darüber reden. Die Urgroßeltern hätten im Ersten Weltkrieg, die Großeltern im Sitzkrieg und die Eltern im Algerienkrieg – dem „namenlosen Krieg“ – gekämpft, über den die Kenntnis durch den Film verbessert werden solle.

## Kritik
Intimate Enemies – Der Feind in den eigenen Reihen erhielt überwiegend positive Kritiken. Brillant inszeniert verstehe sich der Film nicht als effekthaschendes Spektakel, sondern führe dem Publikum in schonungslosen Bildern die Grausamkeiten des Krieges vor Augen. Jan Lüdeke von digitalvd.de lobte die Produktion als einen „souveränen inszenierten Kriegsfilm“ und hob die beiden Hauptdarsteller Magimel und Dupontel heraus, die sich „ein packendes Duell liefern“, und resümierte, „die differenzierte Darstellung des Grauens ist der Versuch einer Faßbarmachung des Unfassbaren.“
Das Lexikon des internationalen Films schrieb: „Stellenweise recht harter, gut gespielter Kriegsfilm, der die üblichen Schreckensszenarien beschwört, zugleich aber deutlich Kritik an der Kolonialmacht Frankreich übt. Dabei beschreibt er das Dilemma jener Algerier, die im Zweiten Weltkrieg in der französischen Armee gegen die Nazis kämpften und nun gegen die eigenen Leute vorgehen müssen.“